# Anopheles dualaensis
Anopheles dualaensis is een muggensoort uit de familie van de steekmuggen (Culicidae). De wetenschappelijke naam van de soort is voor het eerst geldig gepubliceerd in 1999 door Brunhes, le Goff & Geoffroy.